# Otto Rühle
Karl Heinrich Otto Rühle, född 23 oktober 1874 i Großvoigtsberg, död 24 juni 1943 i Mexico City, var en tysk marxist och rådskommunistisk teoretiker som var aktiv inom oppositionen mot både första och andra världskriget.

## Uppväxt
Otto Rühle föddes i Großschirma i Sachsen den 23 oktober 1874, där hans far arbetade som tjänsteman vid järnvägen. År 1889 påbörjade Otto sin utbildning till lärare i staden Oschatz, där han under sin vistelse blev han involverad i Tyska Fritänkarförbundet. År 1895 försörjde han sig som privatlärare åt grevinnan von Bühren, samtidigt som han undervisade i Oederan. Emellertid avskedades han som lågstadielärare 1902 och försörjde sig sedermera som författare och redaktör för socialdemokratiska tidningar i först Hamburg, sedan i Breslau, Chemnitz, Pirna och Zwickau.
År 1921 gifte Rühle sig med Alice Gerstel, en tysk-judisk författare, feminist och psykolog. Makarna emigrerade 1936 till Mexiko, där Rühle var en av ledamöterna i Dewey-kommissionen som undersökte och frikände Lev Trotskij från alla anklagelser som framfördes mot honom under Moskvarättegångarna. På grund av sin koppling till Trotskij hade Rühle svårt att finna arbete och tvingades försörja sig på att handmåla anteckningskort till olika hotell. Otto Rühle dog den 24 juni 1943, och hans hustru Alice begick självmord samma dag.

## Politisk karriär
Rühle gick 1896 med i Tysklands socialdemokratiska parti (SPD) och engagerade sig i etablerandet av en socialistisk söndagsskola. Under början av 1900-talet blev han en högljudd kritiker av befintliga undervisningsmetoder och bildade ett socialdemokratiskt utbildningssällskap för Hamburgsregionen. 1907 verkade han som resande lärare i SPD:s utbildningskommitté och blev genom sina samhällskritiska utbildningsskrifter - "Arbete och utbildning" (1904), "Barns upplysning" och "Om sexuella angelägenheter" (1907), samt framför allt "Det proletära barnet" (1911) - väl ansedd inom SPD.
Tillsammans med Karl Liebknecht, Rosa Luxemburg, Franz Mehring med flera bildade Rühle gruppen och tidskriften Internationalen, som propagerade för en revolutionär internationalism som motvikt till en värld av krigförande stater. 1916 ingick han också i Spartacusförbundet.

### Riksdagsuppdrag
1912 valdes Rühle till suppleant i riksdagen för valkretsen Pirna-Sebnitz i Sachsiska Schweiz, där han representerade SPD. 1918 beslutade han att inte söka omval. Efter den i Tyskland tumulta tidsperioden 1918–19 är tidpunkten för upplösningen av riksdagen, som därmed skulle ha varit slutet på Rühles mandatperiod, inte exakt känd. Men med tanke på att abdikationen av Wilhelm II var den första händelsen i en serie händelser som så småningom skulle leda till upprättandet av en ny republik så är detta det datum som anges som slutet av hans mandatperiod.

### Ideologiskt teoribygge
Rühle deltog i den tyska politiska arbetarrörelsens vänsteropposition och utvecklade både en tidig kommunistisk kritik av bolsjevismen och en tidig opposition mot fascismen. Rühle såg Sovjetunionen som en form av statskapitalism som hade mycket gemensamt med västvärldens statscentrerade kapitalism såväl som med fascismen, och sade med anledning av detta att:
Den har fungerat som förebild för andra kapitalistiska diktaturer. Ideologiska skillnader skiljer egentligen inte socioekonomiska system åt.

Samtidigt som Rühle såg det leninistiska avantgardistpartiet som en lämplig form för att störta tsarismen, var den i slutändan olämplig för genomförandet av en arbetarklassens sociala revolution. Oavsett vilka bolsjevikernas avsikter faktiskt var, liknade det de i realiteten lyckades åstadkomma mycket mer Europas borgerliga revolutioner. Rühle menade att:
Denna distinktion mellan huvud och kropp, mellan intellektuella och arbetare, officerare och meniga, motsvarar klassamhällets dualitet. En klass är utbildad till att härska; den andra till att styras. Lenins organisation är bara en kopia av det borgerliga samhället. Hans revolution bestäms objektivt av de krafter som skapar en social ordning som inbegriper dessa klassrelationer, alldeles oavsett de subjektiva mål som åtföljer denna process.
Rühle var även kritisk till partiet som revolutionär organisationsform och menade att "revolutionen är inte en partiangelägenhet". I konsekvens med detta stödde han en mer rådskommunistisk strategi som betonade vikten av arbetarråd. I oktober 1921 var han involverad i att bilda den rådskommunistiska organisationen Allgemeine Arbeiter-Union – Einheitsorganisation.
I sin text Anti-Bolshevik Communism (1978) beskriver Paul Mattick Rühle som en föredömlig radikal gestalt inom en tysk arbetarrörelse som förstenats till olika officiella strukturer, en evig outsider definierad av sitt antagonistiska förhållande till arbetarrörelsen och till marxismen–leninismen såväl som till borgerlig demokrati och fascism.

I och med undertecknandet av Molotov-Ribbentrop-pakten 1939 började Rühle se parallellerna mellan de två ideologiska diktatorerna och skrev:
Ryssland var exemplet för fascismen. [...] Oavsett om parti-"kommunister" gillar det eller ej kvarstår faktum att statens ordning och styre i Ryssland inte kan skiljas från de i Italien och Tyskland. I grund och botten är de lika. Man kan tala om en röd, svart eller brun 'sovjetstat', såväl som om röd, svart eller brun fascism.

### Texter på svenska
- Revolutionen är ingen partiangelägenhet!, 1920
- Kapitalet i sammandrag, 1939
- Kampen mot fascismen börjar med kampen mot bolsjevismen, 1939

### Texter på engelska
- Speech in the Reichstag, 1918
- Moscow and Ourselves, 1920
- The Revolution Is Not A Party Affair, 1920
- Report from Moscow from Otto Rühle, 1920
- From the Bourgeois to the Proletarian Revolution, 1924
- The Psyche of the Proletarian Child, 1925
- Karl Marx: His Life and Works, 1928
- Letter to Comrade Schlamm, 1937
- Karl Marx's Capital, 1939
- The Struggle Against Fascism Begins with the Struggle Against Bolshevism, 1939
- Which Side To Take?, 1940

### Böcker på engelska
- Karl Marx, His Life and Work, 1929